# 聲春！
《聲春！》（日语：声春っ！，聲春與青春日語同音）是從2021年4月29日（28日深夜）至7月1日（6月30日深夜）於日本電視台播出，由日本女子偶像團體日向坂46主演的電視劇。

## 概要
在2021年3月26日－27日，舉辦的「日向坂46 出道2周年活動 Special 2days」宣布部分成員參演新劇《聲春!》的訊息。
繼2020年在日本電視台播出的《DASADA》之後，日向坂46再次主演的電視劇，以青春和聲優為主題。
首集播出後將於Hulu獨佔播出，每集另有Hulu獨家播出的衍生節目《聲春！電視劇實驗室！》，由潮紗理菜擔任MC，與每集的關鍵人物一起，分享拍攝期間的趣事。
除了節目官網之外，還能比任何地方都能更快地詳細了解可以欣賞電視劇的照片和視頻，並發布節目官方應援網站「聲春應援部！」也開設了。

## 劇情概要
對於不能很好地說話抱有自卑感的日之輪芽衣子（佐佐木美玲飾）唯一的心靈寄託是人氣漫畫家金閣寺炎上描繪的漫畫《淚色戰記》。有一天，芽衣子知道了《淚色戰記》的動畫化以及女主角甄選舉辦的信息，為了實現「想進入金閣寺炎上作品的世界」的夢想，然後為了改變自己，進入了閃耀聲優學園。
從開學的第一天開始就被捲入糾紛中去了，但是被活力開朗的少女天道愛菜（丹生明里飾）拯救了。雖然聚集了其他個性豐富的學生，但她們一樣是學生宿舍doremi莊的成員。同時，芽衣子得知從小就讀一間學校的同學尼崎天音（渡邊美穗飾）也入學了，突然感到沮喪。芽衣子究竟能成為聲優，出演夢寐以求的金閣寺炎上作品嗎？一部描述少女們成為聲優的青春故事。

## 登場人物

### 學生
日之輪芽衣子（日ノ輪めいこ）
佐佐木美玲飾
主角。有着不擅長和人談話的情结，人氣漫畫家金閣寺炎上的漫畫《淚色戰記》是唯一的心靈寄託。為了實現「想進入金閣寺燃燒作品的世界」的夢想，抱著想要改變自己、實現夢想的心情，進入了閃耀聲優學園。
天道愛菜（天道まな）
丹生明里飾
另一位主角。開朗活潑的少女，過去因發生事故而放棄劍道。朝著新的夢想聲優向前邁進，承認芽衣子是自己的勁敵和朋友。
尼崎天音
渡边美穗飾
從小就是芽衣子的同學。當地高級旅館的大小姐，什麼都會的優等生，從小就不喜歡芽衣子。
月川雪菜
金村美玖飾
比大家大兩歲的酷姐姐。雖然想成為偶像，但總是落選。現在的目標是成為聲優偶像。
本田多恵
河田陽菜飾
仰慕像神一樣的雪菜，雖然是樸素的存在，但在試鏡中被選為偶像聲優組合「巧可巧可」的成員，作為咪出道。
草間愛理
上村日菜乃飾
像天使一樣可愛的少女，和芽衣子一樣不擅長和人談話，憧憬著不斷克服這一點的芽衣子，當芽衣子為師父。

### 教師
大俵玄米
山寺宏一飾
芽衣子他們就讀的「閃耀聲優學園」校長，有36年經驗的資深聲優。
岩尾先生
平野綾飾
「閃耀聲優學園」的美女講師

### 其他角色
春風千鶴枝（春風ちずえ）
高本彩花飾
「閃耀聲優學園」的女生宿舍「doremi莊」的舍監。本業是專業的聲優，但工作一直沒有增加而停滯不前。
MARIRIN（まりりん）
松田好花飾
千鶴枝同期的人氣聲優，是偶像組合「MARIRIN & RUBIE」的成員。
RUBIE（るびー）
富田鈴花飾
偶像組合「MARIRIN & RUBIE」的成員。
莉莉
濱岸日和飾
偶像聲優組合「巧可巧可」的成員。
艾瑪
東村芽依飾
偶像聲優組合「巧可巧可」的成員。
露娜（手帕）聲音
潮紗理菜飾飾
印在芽衣子攜帶的手帕上的動畫角色的聲音。同時是本劇的故事旁白。
芽衣子的祖母
戶田惠子飾
芽衣子的祖母，幫助芽衣子進入了「閃耀聲優學園」。
金閣寺炎上
竹中直人飾
有很多動畫化作品的人氣漫畫家，正在連載最新作品的《淚色戰記》。

## 集數列表
| 集數 | 播放日期      | 内容                    | 聲春！電視劇實驗室！出演成員 （主持:潮紗理菜） |
| ---- | ------------- | ----------------------- | ---------------------------------------------- |
| 1    | 2021年4月29日 | 夢的形狀 （夢の形）           | 丹生明里、渡邊美穗                             |
| 2    | 2021年5月6日  | 不配當宿敵 （好敵手未満）         | 佐佐木美玲、高本彩花                           |
| 3    | 2021年5月13日 | 外表和內在 （外見と中身）         | 松田好花、上村日菜乃                           |
| 4    | 2021年5月20日 | 憧憬和嫉妒 （憧れと嫉妬）         | 金村美玖、河田陽菜                             |
| 5    | 2021年5月27日 | 有時候，你需要放棄 （諦めが肝心） | 佐佐木美玲、渡邊美穗                           |

## 播映日期
電視播映
| 播映日期        | 播映時間                     | 播映電視台 | 播映地區   | 備註             |
| --------------- | ---------------------------- | ---------- | ---------- | ---------------- |
| 2021年4月29日 - | 週四 0:59 - 1:29（週三深夜） | 日本電視台 | 關東廣域圈 | 日本電視網協議會 |
|                 |                              | 福岡放送   | 福岡縣     | 日本電視網協議會 |

網路播映
| 播映日期        | 播映時間       | 影音平台 |
| --------------- | -------------- | -------- |
| 2021年4月29日 - | 電視播出結束後 | Hulu     |

## 外部連結
- 声春っ！ （页面存档备份，存于） - 日本テレビ
- 【声春っ！公式】きらめき声優学園広報部的X（前Twitter）